# كورت ماكجي
كورتني سكوت «كورت» ماكجي (بالإنجليزية: Courtney Scott "Court" McGee؛ مواليد 12 ديسمبر 1984) هو مُقاتل فنون قتالية مختلطة أمريكي.

## وصلات خارجية
- كورت ماكجي على موقع بوكس ريك (الإنجليزية) (registration required)
- كورت ماكجي على موقع يو إف سي (الإنجليزية)
- كورت ماكجي على موقع شيردوغ (الإنجليزية)
- كورت ماكجي على موقع Tapology.com (الإنجليزية)
- كورت ماكجي على موقع IMDb (الإنجليزية)